# Gerhard Wurzbacher

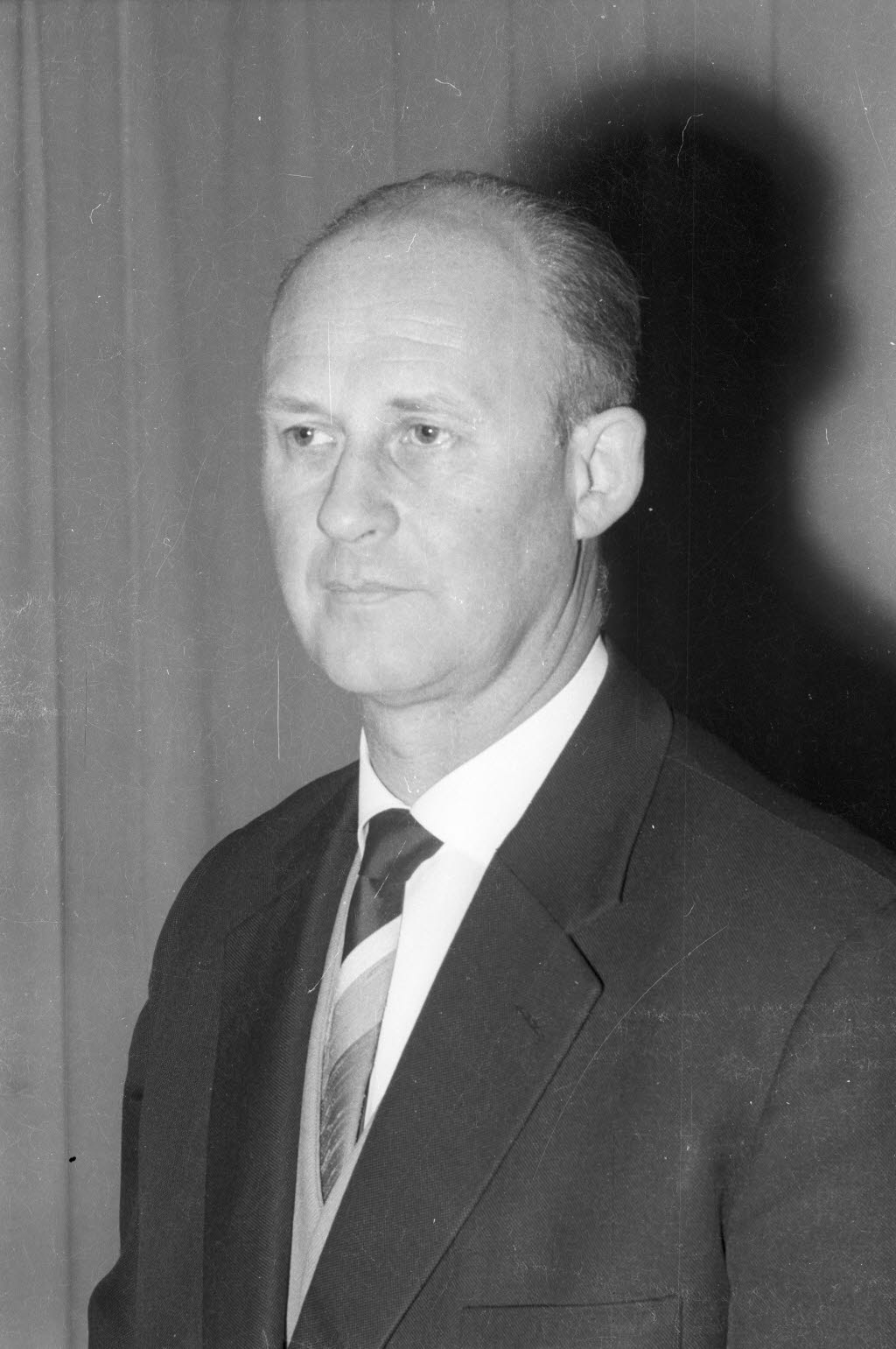
Gerhard Wurzbacher (1963)

Paul Gerhard Wurzbacher (* 31. Juli 1912 in Zwickau; † 1. April 1999 in Ebenhausen beim Starnberger See) war ein deutscher Soziologe, zuletzt Ordinarius an der Universität Erlangen-Nürnberg. Besondere Verdienste erwarb er sich in der Familien- und Jugendsoziologie.

## Leben
Gerhard Wurzbacher war der Sohn von Paul und Hedwig Wurzbacher, seit 1939 verheiratet mit Annelore Bock. Das Ehepaar hatte vier Kinder. Von 1932 bis 1936 studierte er Pädagogik an der  Universität Leipzig und legte das Staatsexamen für das Lehramt an Volksschulen ab. Von 1937 bis 1939 schloss er ein Studium der Geschichte, Soziologie und Volkskunde an der Universität Berlin an.
Zu Beginn seines Berliner Studiums war Wurzbacher Gaueinsatzreferent des Nationalsozialistischen Deutschen Studentenbundes. Er leitete den studentischen Landdienst-Einsatz in der ehemaligen preußischen Provinz Grenzmark Posen-Westpreußen. Dabei sammelte er 1936/37 Material für seine Untersuchungen. Aus diesen sozialwissenschaftlichen Studien entstand die Dissertation Die Entwicklung der Sozialstruktur des Kreises Flatow von 1773–1937 und die Auswirkungen auf die völkische Zusammensetzung der Bevölkerung mit der er 1939 an der Universität Berlin promoviert wurde. In den Jahren 1937 und 1938 unterstützte die Reichsarbeitsgemeinschaft für Raumforschung (RAG) diese Untersuchung mit 1.100 Reichsmark. Da Wurzbacher „Polonisierungstendenzen“ in der Bevölkerung aufzeigte, wurde seine Schrift anfangs aus außenpolitischen Gründen für geheim erklärt und durfte auch nach Aufhebung des Geheim-Status nicht publiziert werden. Wurzbachers Doktorarbeit war nur eine von zahlreichen Studien zur Sozialstrukturforschung in der Zeit des Nationalsozialismus.
Ab 1948 war Wurzbacher wissenschaftlicher Assistent Helmut Schelskys an der Akademie für Gemeinwirtschaft in Hamburg, 1952 habilitierte er sich an der Universität Hamburg und ging an das UNESCO-Institut für Sozialwissenschaften in Köln. 1954 wechselte er an die Pädagogische Hochschule Hannover und wurde 1956 erst Gastprofessor an der University of South Carolina und dann Professor für Soziologie an der Universität Kiel. Von 1965 bis zu seiner Emeritierung 1981 war er schließlich Inhaber des Lehrstuhls für Soziologie und Sozialanthropologie der Wirtschafts- und Sozialwissenschaftlichen Fakultät der Universität Erlangen-Nürnberg (ehemalige Hochschule für Wirtschafts- und Sozialwissenschaften Nürnberg).
Er war Mitgründer des Sozialwissenschaftlichen Forschungszentrums (SFZ) in Nürnberg und gehörte dem Beirat beim Bundesministerium für Jugend, Familie und Gesundheit an. Für seine Verdienste um die Familien- und Jugendsoziologie wurde er mit dem Bundesverdienstkreuz ausgezeichnet.
Erster Sprecher des 1960 gegründeten Fachausschusses Familien- und Jugendsoziologie der Deutschen Gesellschaft für Soziologie war Gerhard  Wurzbacher.
Namhafte Wurzbacher-Schüler sind u. a. Horst Beyer(†), Dieter Blaschke, Gudrun Cyprian, Hendrik Fassmann, Hans-Peter Frey(†), Friedrich Heckmann, Dieter Kappe, Bernhard Mann, Renate Mayntz, Hasso von Recum und Gerhard Schulze.

## Soziologisches Werk
Wurzbachers Hauptanliegen war die soziologische Analyse gesellschaftlichen Wandels sowie der Sozialisation in überschaubaren Gruppen, wie Gemeinde, Verein und Familie. Dabei setzte er sich mit Konzepten von Integration und Differenzierung auseinander sowie den Tönnies’schen Begriffen Gemeinschaft und Gesellschaft. Damit lieferte er Beiträge zum sozialen Wandel im 18. und 19. Jahrhundert und in den Entwicklungsländern der in der zweiten Hälfte des 20. Jahrhunderts.
Wurzbachers Beiträge zur deutschsprachigen Familiensoziologie gelten als bedeutend und sie wurden über die Fachgrenzen der Soziologie hinaus wahrgenommen. So wurde Wurzbacher noch in den letzten deutschsprachigen Universallexika als wichtiger Familiensoziologe genannt.
In seiner empirischen Untersuchung „Das Dorf“ stellte er die Ausdifferenzierung der ländlichen Gemeindestruktur dar, durch die das Individuum sowohl in Ausübung eines Berufes als auch in seiner sozialen Beweglichkeit in den Vordergrund tritt. Die Familie der Nachkriegszeit unterlag seinen Forschungen zufolge ebenfalls Veränderungen. Sie erwies sich, besonders bei Heimatvertriebenen, als Stabilisierungselement. Patriarchalische Strukturen veränderten sich in partnerschaftliche. Funktions- und Strukturstörungen der Familie resultieren aus gegensätzlichen Wertorientierungen im inner- und außerfamiliären Bereich. Auch Jugendfragen wurden von Wurzbacher thematisiert. Hierbei maß er der Interaktion von Gleichaltrigen eine besondere Bedeutung zu.
In Anlehnung und Weiterentwicklung amerikanischer Forschungen kam Wurzbacher zu einer begrifflichen Unterscheidung von Sozialisation, Enkulturation und Personalisation und wandte sich im Ergebnis gegen eine Überbetonung der Primärgruppe als Sozialisationsfaktor.
Wurzbacher bemühte sich einerseits um die Überprüfung theoretischer Annahmen durch empirische Forschung und deren methodologische Weiterentwicklung. Andererseits versuchte er, aus theoretischen Einsichten sozialpolitische Folgerungen zu ziehen. Mit der Entdeckung und Einführung der Triangulation als Methode hat Wurzbacher zur Weiterentwicklung der Sozialforschung beigetragen. Die Methode ist nach wie vor bedeutsam.

## Schriften (Auswahl)
- Hilfen für Zigeuner und Landfahrer. Vorschläge zur Zielsetzung, Planung und Durchführung sozialer Hilfen für Zigeuner und Landfahrer unter besonderer Berücksichtigung der Möglichkeiten des § 72 Bundessozialhilfegesetz. Kohlhammer, Stuttgart/Berlin/Köln/Mainz 1980, ISBN 978-3-17-005988-7 (mit Christoph Freese und Matthias Murko).
- Leitbilder gegenwärtigen deutschen Familienlebens. Methoden, Ergebnisse und sozialpädagogische Forderungen einer soziologischen Analyse von 164 Familienmonographien. 4. Auflage mit einem einführenden Vergleich über die bundesdeutsche Familie 1950 und 1968. Enke, Stuttgart 1969 (erste Auflage: Ardey Verlag, Dortmund 1951).
- Gesellungsformen der Jugend. 3. Auflage, Juventa, München 1968 (erste Auflage 1965).
- Als Herausgeber: Der Mensch als soziales und personales Wesen. 2. Auflage, Lucius & Lucius, Stuttgart 1968 (erste Auflage: Enke, Stuttgart 1961).
- Das Dorf im Spannungsfeld industrieller Entwicklung. Untersuchung an den 45 Dörfern und Weilern einer westdeutschen ländlichen Gemeinde. Schriftenreihe des UNESCO-Institutes für Sozialwissenschaften, 2. Auflage, Enke, Stuttgart 1961 (erste Auflage 1954), unter Mitwirkung von Renate Mayntz.
- Der Pfarrer in der modernen Gesellschaft. Soziologische Studien zur Berufssituation des evangelischen Pfarrers.  Furche-Verlag, Hamburg 1969 (mit anderen).
- Die junge Arbeiterin. Beiträge zur Sozialkunde und Jugendarbeit.  Juventa, München 1958 (mit anderen).